# Журтбай, Турсын Кудакелдиулы
Турсын Кудакелдиулы Журтбай (Журтбаев) (род. 15 августа 1951; с. Шаган, Абайский район, Восточно-Казахстанская область) — писатель
, абаевед, доктор филологических наук.

## Биография
Родился 15 августа в 1951 году в ауле Шаган Абайского района Восточно-Казахстанской области.
В 1974 году окончил факультет журналистики КазНУ им. аль-Фараби.
В 1970—1980 гг. работал в журналах «Жетісу», «Білім және еңбек», «Жұлдыз».
В 1990—1998 гг. научный сотрудник, директор в «Доме Мухтара Ауэзова».

## Награды
- Премия Союза журналистов Казахстана «Алаш» им. Ш. Кудайбердиева (1992)
- Премия им. И. Жансугурова (1995),
- Премии сообщества «Түріксой» (2010).
- Заслуженный деятель науки Республики Казахстан.
- Награжден Почетной грамотой Республики Пакистан (1996), ЮНЕСКО (1997), медалями, нагрудными знаками.
- Почетный гражданин Абайского района (с 2001).

## Книги и библиография
- Дулыға (1994, 2 том, на казахском)
- Бесігіңді түзе (на казахском)
- Мухтар Омарханович Ауэзов (на русском и турецком)
- Құнанбай
- Ұраным – Алаш
- Бір уыс жусан
- Қоңыр қаз (первый сборник первых произведений)
- Ұраным Алаш
- Талқы
- Кетбұға
- Замандасым, сырласым
- Бейуақ
- Жүрегімде жұмыр жер
- Күйесің жүрек... сүйесің!
- Сүре сөз
- Соқтықпалы, соқтықпасыз заманда өсті...
- Салыстырып байқарсыз